# خوزه هیگن
خوزه هیگن (انگلیسی: José Higón؛ زادهٔ ۲۲ مهٔ ۱۹۹۱) بازیکن فوتبال اهل اسپانیا است.
از باشگاه‌هایی که در آن بازی کرده‌است می‌توان به باشگاه فوتبال لوانته اشاره کرد.